# Elección presidencial de Chile de 1851
La elección presidencial de Chile de 1851 se llevó a cabo por medio del sistema de electores, en las que fue elegido presidente Manuel Montt siendo el primer presidente civil de Chile.
Los electores de cada provincia se reunieron el 25 y 26 de julio poniendo cada elector en una cédula secreta el nombre del candidato que proponia para Presidente y echándola por su mano en una urna que se hallaba colocada en la mesa del Presidente y secretarios. El congreso procedió al recuento de votos, sobre la base de las actas de escrutinio de cada provincia el 30 de agosto. Los adversarios liberales, encabezados por José María de la Cruz Prieto, se negaron a aceptar los resultados e iniciaron una revolución en Concepción y demás provincias, que fue sofocada por Manuel Bulnes y el ejército central.

## Resultados

### Nacional
|  | 81,48 % |

|  | 17,90 % |

|  | 0,62 % |

### Por provincia
|                                    | Manuel Montt                       | 6     | 100 % | 9     | 75 %    | 15    | 100 % | 12         | 100 %      | 27       | 96,43 %  | 19     | 100 %  |
|                                    | José María de la Cruz Prieto       | 0     | 0 %   | 3     | 25 %    | 0     | 0 %   | 0          | 0 %        | 0        | 0 %      | 0      | 0 %    |
|                                    | Ramón Errázuriz                    | 0     | 0 %   | 0     | 0 %     | 0     | 0 %   | 0          | 0 %        | 1        | 3,57 %   | 0      | 0 %    |
| Total de votos electorales válidos | Total de votos electorales válidos | 6     | 100 % | 12    | 100 %   | 15    | 100 % | 12         | 100 %      | 28       | 100 %    | 19     | 100 %  |
| Abstención                         | Abstención                         | 0     |       | 0     |         | 0     |       | 0          |            | 2        |          | 2      |        |
| Total de electores                 | Total de electores                 | 6     |       | 12    |         | 15    |       | 12         |            | 30       |          | 21     |        |
| Candidato                          | Candidato                          | Talca | Talca | Maule | Maule   | Ñuble | Ñuble | Concepción | Concepción | Valdivia | Valdivia | Chiloé | Chiloé |
|                                    | Manuel Montt                       | 6     | 100 % | 11    | 68,75 % | 12    | 100 % | 0          | 0 %        | 6        | 100 %    | 9      | 100 %  |
|                                    | José María de la Cruz Prieto       | 0     | 0 %   | 5     | 31,25 % | 0     | 0 %   | 21         | 100 %      | 0        | 0 %      | 0      | 0 %    |
|                                    | Ramón Errázuriz                    | 0     | 0 %   | 0     | 0 %     | 0     | 0 %   | 0          | 0 %        | 0        | 0 %      | 0      | 0 %    |
| Total de votos electorales válidos | Total de votos electorales válidos | 6     | 100 % | 16    | 100 %   | 12    | 100 % | 21         | 100 %      | 6        | 100 %    | 9      | 100 %  |
| Abstención                         | Abstención                         | 0     |       | 2     |         | 0     |       | 0          |            | 0        |          | 0      |        |
| Total de electores                 | Total de electores                 | 6     |       | 18    |         | 12    |       | 21         |            | 6        |          | 9      |        |
| Fuente: Urzúa Valenzuela, 1992.    |                                    |       |       |       |         |       |       |            |            |          |          |        |        |